# Synagogue de Montbéliard
La Synagogue de Montbéliard est un lieu de culte juif situé à Montbéliard (Doubs).

## Histoire
Montbéliard a été une terre d'accueil des israélites alsaciens fuyant la Guerre de 1870. La communauté grandissant, la synagogue a été construite en 1888 par Charles-Frédéric Surleau, un architecte montbéliardais.
Le bâtiment fait l’objet d’une inscription au titre des monuments historiques depuis le 1er septembre 1992.

## Architecture et décorations
À l'intérieur, deux angelots musiciens dorés sont assis de part et d'autre au sommet de l'Arche Sainte, s'inspirant à la fois des chérubins qui surmontaient l'Arche sainte originelle déposée dans le Temple de Jérusalem et de l'art chrétien qui mélange les figures angéliques et amours mythologiques.
De style néo-roman (ou romano-byzantin), l'édifice peut accueillir 200 fidèles.

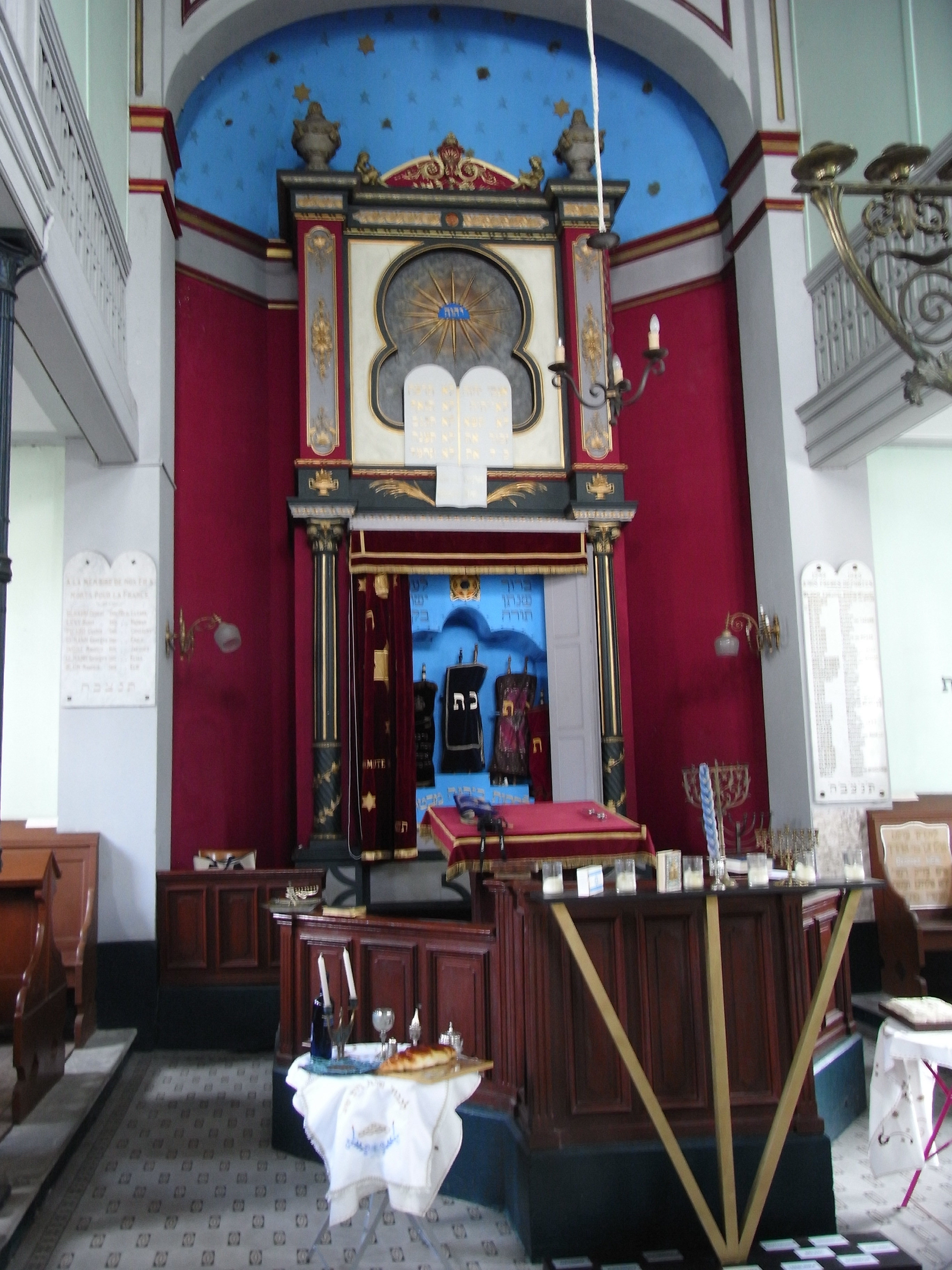
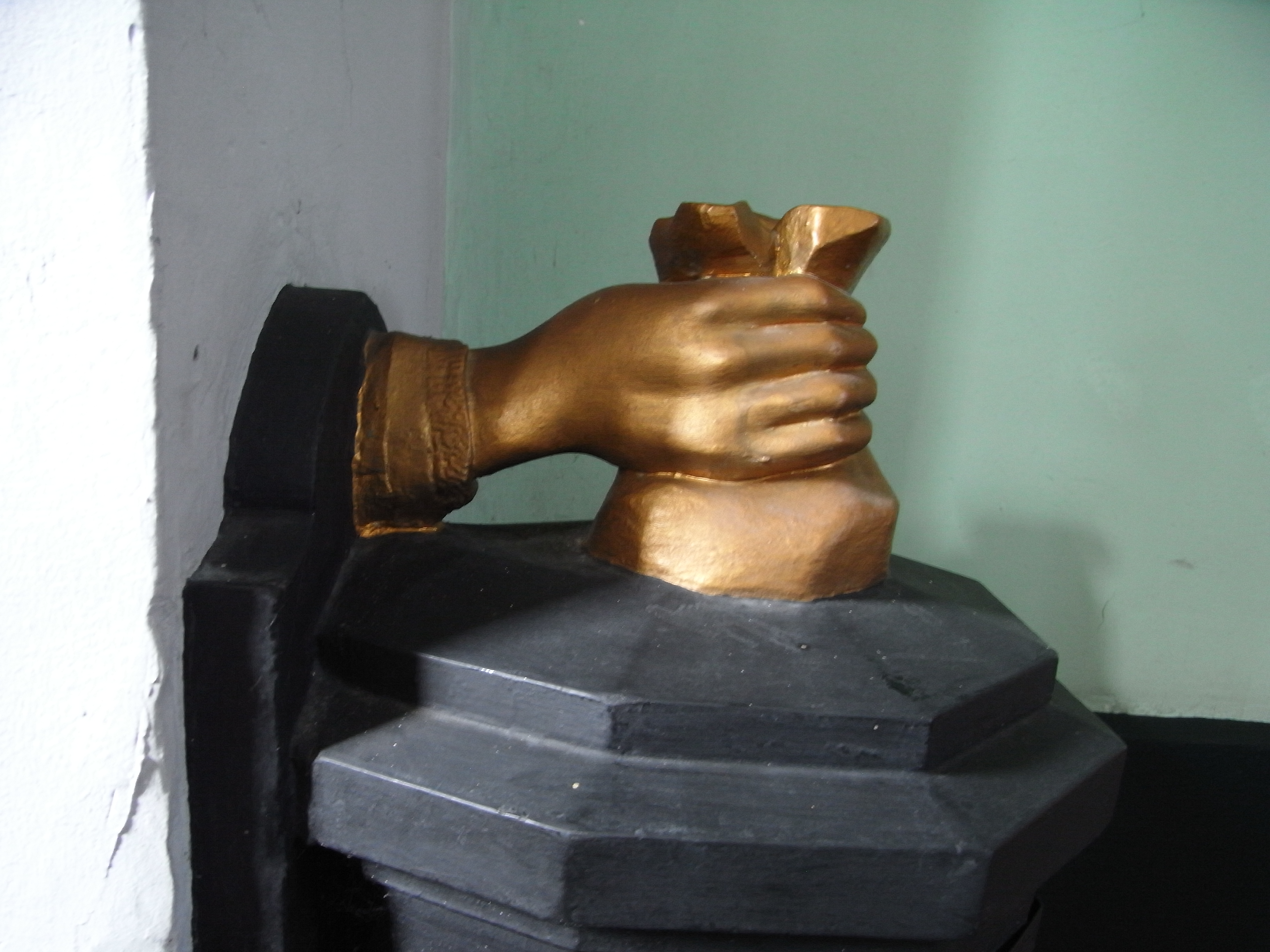
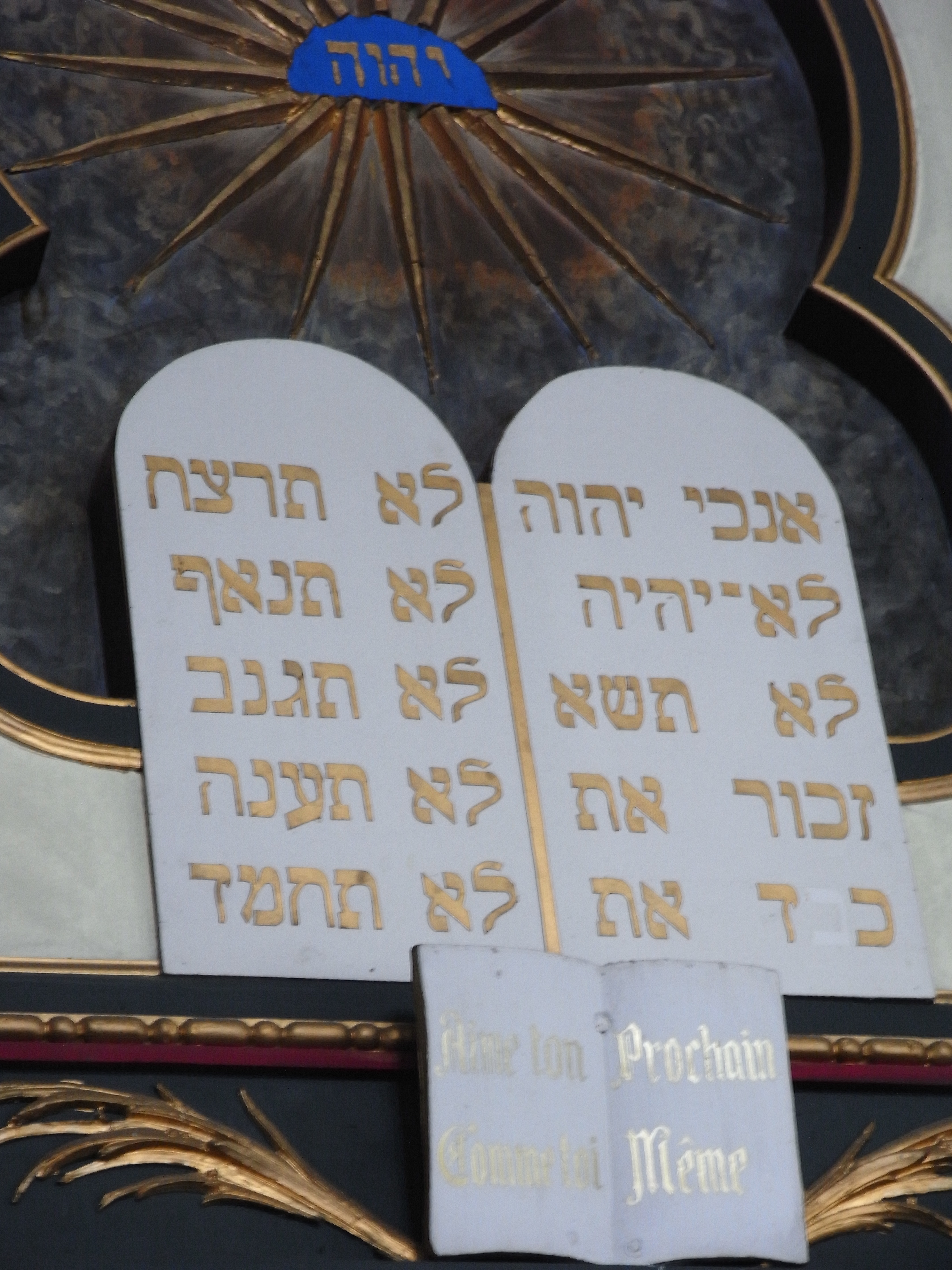

## Aujourd'hui
Depuis quelques années, faute de fidèles suffisamment nombreux, la communauté juive de Montbéliard est rattachée à celle de la Synagogue de Belfort.
Quelques fois dans l'année, pour les grandes fêtes, un office y est encore célébré.